# Sing Sing Penelope
Sing Sing Penelope – polski zespół jazzowy, założony w 2001 roku w Bydgoszczy. Początki zespołu wiążą się z tamtejszym klubem Mózg. Pod koniec lat 90. w Bydgoszczy koncertował jazzrockowy zespół Jaskinia, założony przez Daniela Mackiewicza (współpracował z Maestro Trytony) i Patryka Węcławka (Maestro Trytony, Ecstasy Project). W 2001 po zmianach w składzie powstał z niego Sing Sing Penelope, z Tomaszem Glazikiem (współpracował z zespołami Kazik, Kult, Buldog, Contemporary Noise Quintet), Wojciechem Jachną (Dubska, Mordy, CNQ) i Rafałem Gorzyckim (Ecstasy Project, Maestro Trytony) w składzie. W 2005 roku grupa wydała debiutancki album, Sing Sing Penelope, który został ogłoszony jednym z 10 najlepszych albumów z awangardową muzyką jazzową za rok 2005 przez londyńska rozgłośnię Last.fm, stawiając zespół obok takich sław jak Vandermark 5 czy Johna Zorna. W 2007 wydano kolejny album grupy, Music For Umbrellas. Grupa dwukrotnie wystąpiła na Warsaw Summer Jazz Days: w 2005 oraz w 2007. W 2006 i 2007 roku nagrano trzeci album grupy, We Remember Krzesełko, nagrany z gościnnym udziałem norweskiego skrzypka Sebastiana Gruchota. Ukazał się on nakładem wytwórni Electric Eye Studio w lutym 2008 roku.

## Dyskografia
- Sing Sing Penelope (2005)
- Music for Umbrellas (2007)
- We Remember Krzesełko (2008)
- Stirli People in Jazzga  z Andrzejem Przybielskim (2009)
- Electrogride (2010) z DJ Strangefruit
- This is the music (2012)

## Skład
- Wojciech Jachna – trąbka
- Tomasz Glazik – saksofon tenorowy, elektronika, flet
- Daniel Mackiewicz – pianino Rhodesa, organy, perkusja
- Patryk Węcławek – bas
- Aleksander Kamiński - saksofon altowy i sopranowy
- Rafał Gorzycki – perkusja.